# Bandera de Corbera de Llobregat
|  | Per a altres significats sobre bandera de Corbera, vegeu «Bandera de Corbera (desambiguació)». |

La bandera oficial de Corbera de Llobregat té la descripció següent:
Bandera apaïsada, de proporcions dos d'alt per tres de llarg, groga, amb el corb negre del llinatge Corbera, mirant al pal, al centre.

## Història
Va ser aprovada el 17 de març de 2006 i publicada en el DOGC el 3 d'abril del mateix any amb el número 4606. Està basada en l'escut heràldic de la localitat.